# Grau Vell

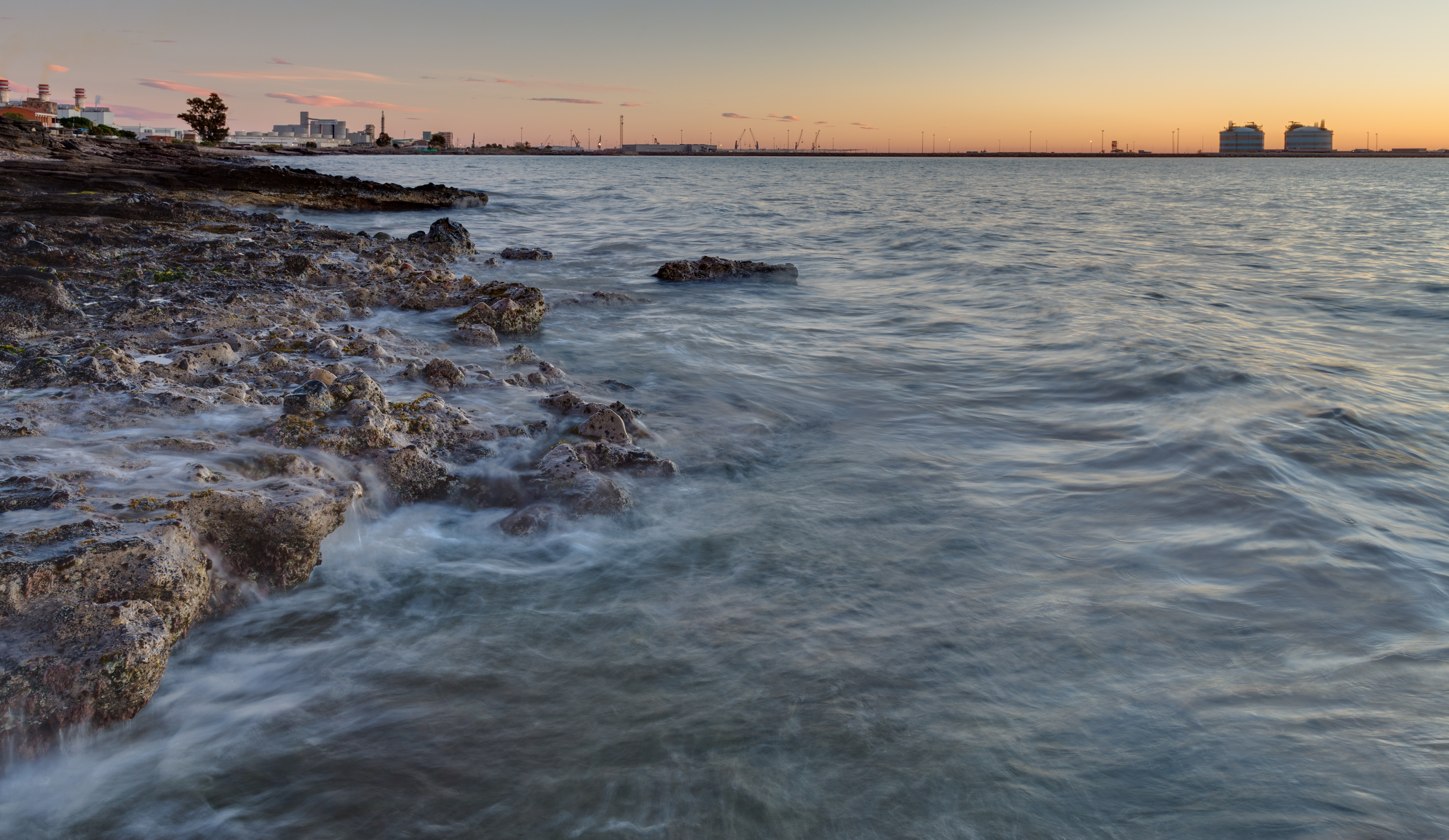
Grau Vell.

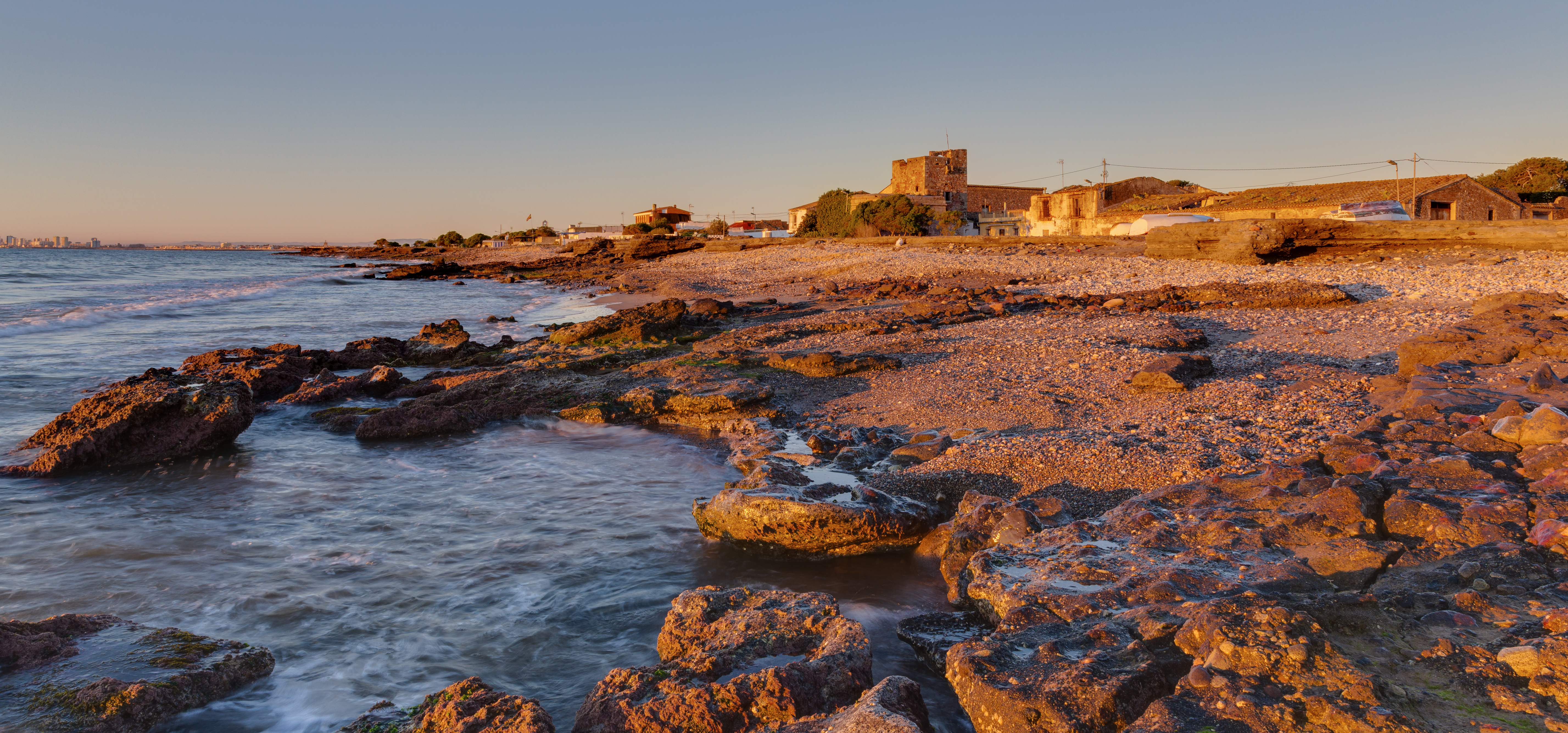
Vista de la localidad.

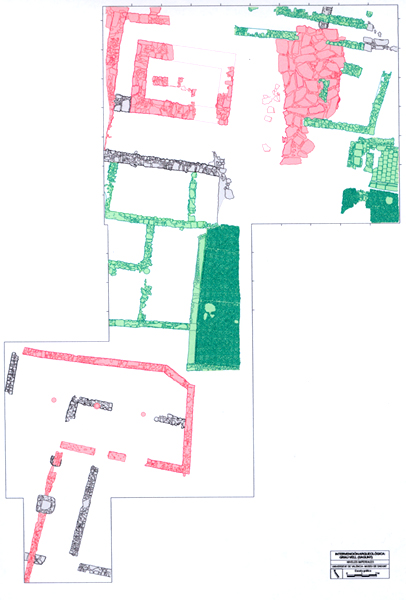
Zona excavada (dir. C. Aranegui)

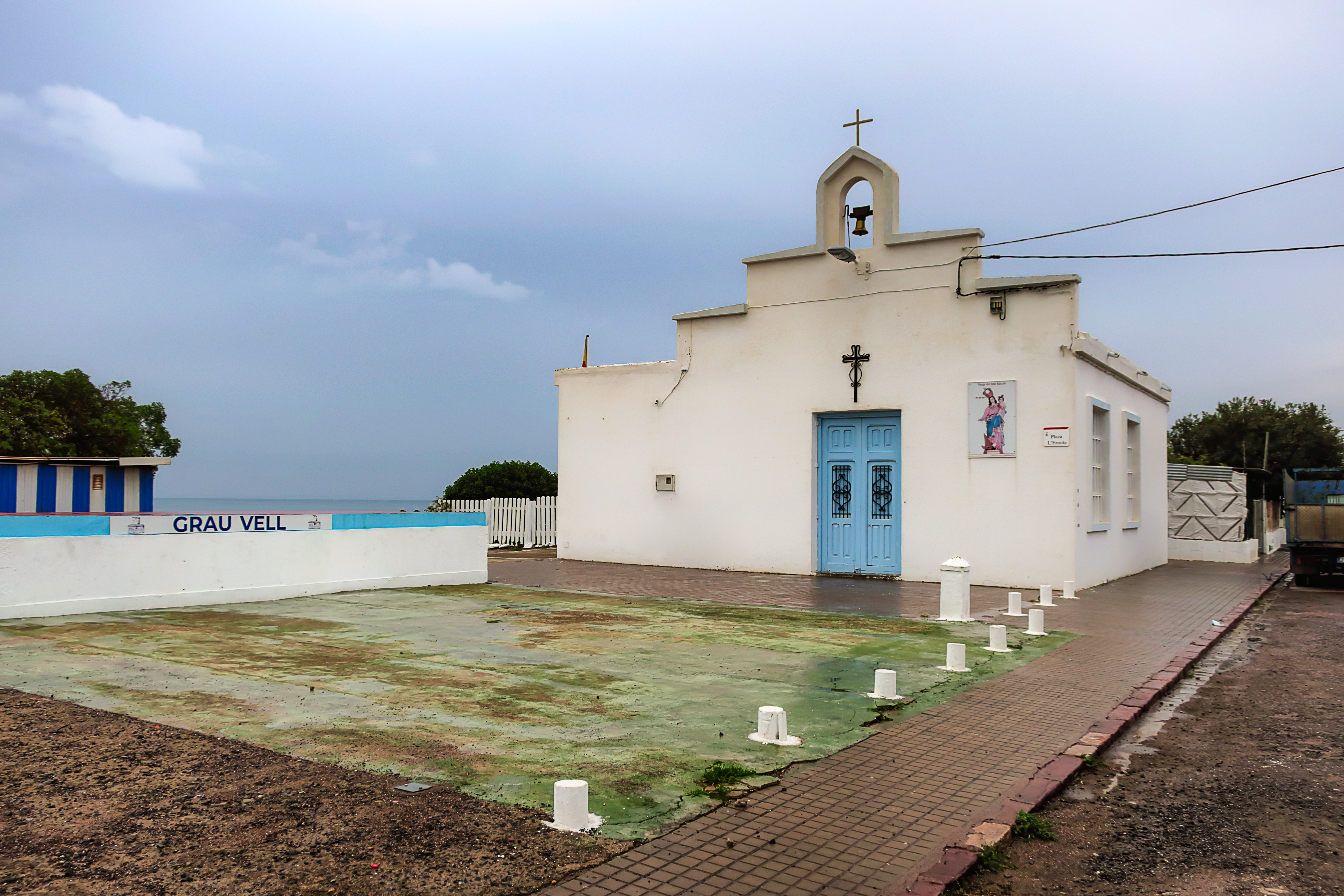
La ermita de la Virgen del Buen Suceso destaca en la antigua ubicación del Puerto de Sagunto.

Grau Vell (en castellano, 'Grao Viejo') es el nombre con el que se denomina al puerto antiguo de la ciudad valenciana de Sagunto.

## Geografía física y económica
El Grau Vell, ubicado en el Puerto de Sagunto, está al sudeste de la actual ciudad saguntina, de la que dista 6 km, al sur de la margen meridional del río Palancia, a cuya desembocadura se llega por el Camí Vell de la Mar. Este camino  atravesaba la carretera de acceso a la ya inexistente IV Planta Siderúrgica desde la autopista del Mediterráneo.
El puerto constituía un nudo de comunicaciones en el tránsito de mercancías tanto de las que llegaban de otros pueblos de la cuenca mediterránea con destino a las ciudades galas meridionales, como el emporio griego de Massalia y el de Emporion, polis de la Iberia septentrional, como por las mercancías que llegaban del interior del territorio edetano a través de la vía fluvial del Palancia, y que partían del Grau Vell para su comercio con otros lugares del Mediterráneo Occidental.
Puede, por tanto, concluirse del estado actual de las investigaciones arqueológicas, que el desarrollo de Arse se debe a las actividades comerciales de su puerto. Aunque se desconoce la magnitud de dichas actividades, el Grau Vell pudo funcionar como un emporion comercial pluriétnico, donde al mismo tiempo se juntaban las mercancías llegadas vía marítima, con las locales y de otras áreas del entorno, con destino a la exportación o al consumo local y territorial (mediante su redistribución vía terrestre y fluvial). Sobre la forma de intercambio comercial, sin ser seguro, sería en gran medida en forma de trueque, de una variada gama de productos agrícolas, pesqueros y manufacturados, tales como vino, aceite, higos, miel, salazones y otros derivados de la pesca, y recipientes cerámicos (vajillas de uso doméstico u ornamental; también eran fruto del comercio, los obtenidos de las actividades mineras y extractivas como la galena y, presumiblemente, metales, como la plata. Asimismo constituía un punto de encuentro cultural entre la los comerciantes semitas y griegos y la población autóctona, cuyo impacto e influencia en el desarrollo sociopolítico y cultural de Arse fue notable.

## Historia
Al contrario que en Arse, esto es, en el Castillo y sus laderas, en los que los hallazgos, indicios y debilidad de los materiales utilizados descubiertos, no permiten contextualizar la actividad humana. Los niveles antiguos de ocupación en el Grau Vell se remontan a finales del siglo VI a. C. y no han sido sustancialmente alterados.
Dicha ocupación primigenia del puerto ibero, según la última campaña de excavaciones arqueológicas dirigidas por Carmen Aranegui, puede datarse a comienzos del siglo V a. C., e incluso a finales del precedente.
A ciencia cierta, se ha encontrado su ubicación en la bocana de la Gola de Colomer.

### DelsigloXValXXI
...A Juan II debió la villa el derecho de embarque y desembarque concedido desde Valencia en 10 de marzo de 1459 y en el 14 del mismo mes prohibió el embarque en otro punto de la costa de Murviedro que no fuera el Grao.
Antonio Chabret y Fraga. (1888). Sagunto. Su historia y sus monumentos

 Este extracto de un documento del siglo XV atestigua su existencia con el nombre de Grao, a mediados del siglo XV, mediante el manuscrito de donación del rey Juan II de Castilla a la villa de Sagunto.

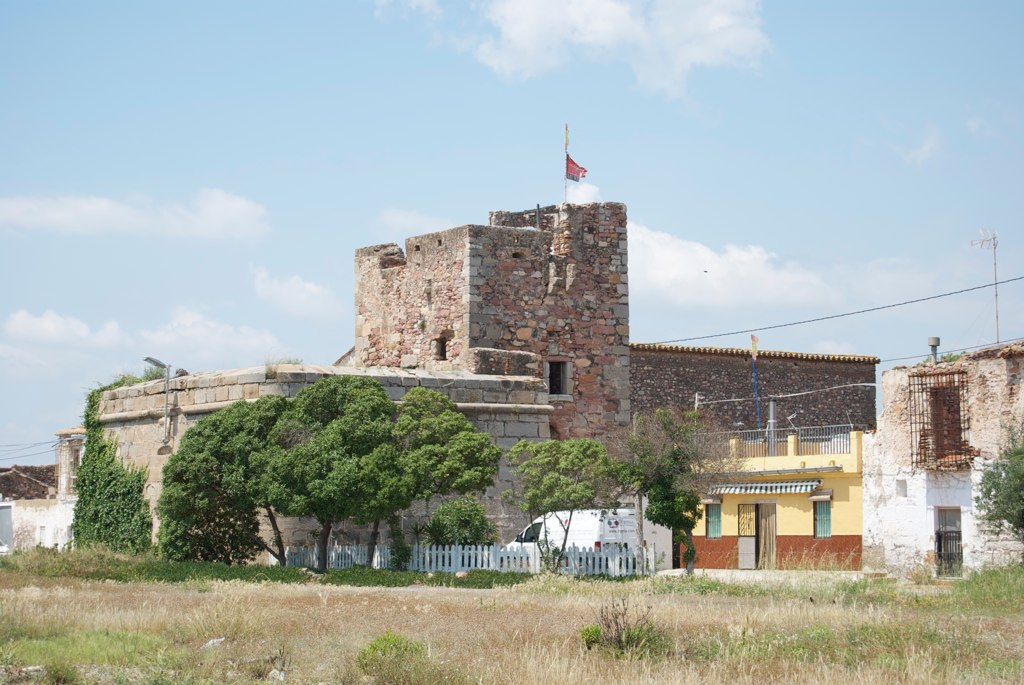
Fortín del del Grau Vell.

Hasta 1907, en que se construyó a 3 km al norte el puerto nuevo para dotar de una mayor infraestructura a la Planta Siderúrgica, le prestó al complejo fabril servicio portuario, mediante el transporte nacional e internacional de la producción del acero portosaguntino. Desde dicha fecha quedó como un simple puerto sin aprovechamiento para la pesca, debido a la alta contaminación de sus aguas causada por las escorias y desechos metalúrgicos. A la par, su decadencia trajo consigo el nacimiento de un barrio de labradores, como consecuencia de la desecación del marjal aledaño que favoreció los cultivos en su entorno.

## Excavaciones arqueológicas
El Grau Vell ha sido objeto de excavaciones arqueológicas sistemáticas tanto en su sector terrestre como en el subacuático. De este modo se ha demostrado su ocupación entre los siglos VI a. C. y VI d. C., erigiéndose en el mejor testimonio de la tradición del tráfico mercante en el litoral valenciano. Debido a ello fue declarado Bien de Interés Cultural, por lo que tiene pendiente su puesta en valor y adecuación para la visita. El fortín o Torre del Grau Vell ha sido rehabilitada y abierta al público en el año 2021 tras su restauración.